# Eleições gerais na Bélgica em 2010
As eleições gerais belgas de 2010 foram realizadas em 13 de junho de 2010. Após a queda do governo anterior com a retirada do Open VLD do governo do rei dissolveu o Legislativo e convocou novas eleições. A Nova Aliança Flamenga, liderada por Bart De Wever, emergiu como o partido da pluralidade, com 27 lugares, apenas um a mais que o Partido Socialista francófono, liderados por Elio Di Rupo, que era o maior partido na região da Valónia e Bruxelas .

## Pesquisas
A partir de 26 de maio, parecia que o grande desenvolvimento na eleição foi o aumento da popularidade do N-VA, na Flandres. Liderados por Bart De Wever, ele suporta uma eventual independência de Flandres, e uma mudança imediata de uma Bélgica federal para a Bélgica confederal. O N-VA substitui o CD & V de saída PM Yves Leterme como o partido mais popular na Flandres. Esta evolução abre a questão de como os partidos francófonos podem reagir para formar um governo com um soberanista abertamente, mas o partido político centrista, se não ganhar uma pluralidade de votos na Flandres. Depreende-se que o N-VA tinham atraído cerca de popularidade do partido nacionalista étnico.
|                     |                   | Círculos flamengos | Círculos flamengos | Círculos flamengos | Círculos flamengos | Círculos flamengos | Círculos flamengos | Círculos flamengos | Círculos francófonos | Círculos francófonos | Círculos francófonos | Círculos francófonos | Círculos francófonos | Círculos francófonos | Círculos francófonos |
| Data                | Fonte             | CD&V               | N-VA               | Open VLD           | SP–A               | VB                 | Groen!             | LDD                | PS                   | MR–FDF               | CDH                  | Ecolo                | FN                   | PP                   | RWF                  |
| ------------------- | ----------------- | ------------------ | ------------------ | ------------------ | ------------------ | ------------------ | ------------------ | ------------------ | -------------------- | -------------------- | -------------------- | -------------------- | -------------------- | -------------------- | -------------------- |
| 10 de junho de 2007 | Eleição de 2007   | 29.6%              | 29.6%              | 18.8%              | 16.3%              | 19.0%              | 6.3%               | 6.5%               | 29.5%                | 31.2%                | 15.8%                | 12.8%                | 5.6%                 | /                    | /                    |
| 29 de março de 2010 | La Libre Belgique | 20.0%              | 17.8%              | 13.8%              | 15.5%              | 17.3%              | 8.1%               | 5.5%               | 31.7%                | 20.5%                | 15.5%                | 20.2%                | /                    | 4.3%                 | /                    |
| 4 de maio de 2010   | L'Avenir          | 18.9%              | 22.9%              | 14.8%              | 14.2%              | 12.5%              | 7.9%               | 3.9%               | 32.5%                | 21.1%                | 18.2%                | 17.6%                | 2.9%                 | <1%                  | 2.0%                 |
| 26 de maio de 2010  | Dimarso           | 19.5%              | 26.0%              | 12.4%              | 16.0%              | 10.3%              | 7.8%               | 5.4%               |                      |                      |                      |                      |                      |                      |                      |
| 4 de junho de 2010  | Standaard/VRT     | 19.0%              | 25.2%              | 13.9%              | 13.8%              | 11.5%              | 8.2%               | 6.2%               |                      |                      |                      |                      |                      |                      |                      |
| junho de 2010       | La Libre Belgique | 16.2%              | 26%                | 13.6%              | 16.3%              | 15%                | 6.8%               | 4.3%               | 30%                  | 20.2%                | 16.1%                | 18.9%                | 4.1%                 | 4.1%                 | /                    |

## Resultados
Após pesquisas mostraram que o N-VA recebe 29% dos votos em sua região, a comunicação social interpretou a eleição como uma "vitória para a independência da Flandres." As tabelas a seguir contêm percentagens a nível nacional (ou seja, o resultado do N-VA 17,4% a nível nacional, embora seja de 27,8% no nível regional).

### Câmara dos Representantes

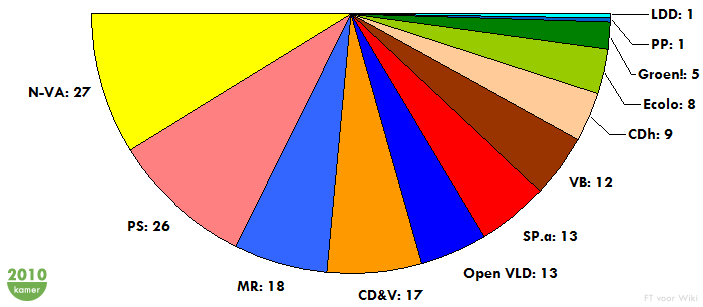
Composição da Câmara dos Representantes

| | Nova Aliança Flamenga (Nieuw-Vlaamse Alliantie)                      | 1135617 | *       | 17,40% | *      | 27  | *  |
| | Socialist Party (Parti Socialiste)                                   | 894543  | +169756 | 13,70% | +2,85% | 26  | +6 |
| | Cristãos Democratas e Flamengos (Christen-Democratisch en Vlaams)    | 707986  | *       | 10,85% | *      | 17  | *  |
| | Movmento Reformador (Mouvement Réformateur)                          | 605617  | −229456 | 9.28%  | −3,23% | 18  | −5 |
| | Partido Socialista - Diferentemente (Socialistische Partij – Anders) | 602867  | −81523  | 9,24%  | −1,02% | 13  | −1 |
| | Liberais e Democratas Flamengos (Vlaamse Liberalen en Democraten)    | 563873  | −225572 | 8,64%  | −3,19% | 13  | −5 |
| | Interesse Flamengo (Vlaams Belang)                                   | 506697  | −293147 | 7,76%  | −4,23% | 12  | −5 |
| | Centro Democrático Humanista (Centre Démocrate Humaniste)            | 360441  | −43636  | 5,52%  | −0,53% | 9   | −1 |
| | Ecolo                                                                | 313047  | −27331  | 4,80%  | −0,30% | 8   | ±0 |
| | Verde! (Groen!)                                                      | 285989  | +20161  | 4,38%  | +0,40% | 5   | +1 |
| | Lista Dedecker (Lijst Dedecker)                                      | 150577  | −118071 | 2,31%  | −1,72% | 1   | −4 |
| | Partido Popular (Parti Populaire)                                    | 84005   | —       | 1,29%  | +1,29% | 1   | +1 |
| | Outros                                                               | 316108  | —       | 4,84%  | —      | —   | —  |
| Total | Total                                                                | 6527367 |         | 100%   |        | 150 |    |
| Fonte: Federal Portal − Chamber Elections 2010. Notas: * Democrata-Cristão e Flamengo e Nova Aliança Flamenga impugnado as eleições de 2007 em conjunto, recebendo 18,51% dos votos e 30 lugares. |                                                                      |         |         |        |        |     |    |

### Senado
| | Aliança Nova Flandres (Nieuw-Vlaamse Alliantie)                       | 1268780   | *       | 19,61%  | *      | 9  | *  |
| | Partido Socialista (Parti Socialiste)                                 | 880828    | +202016 | 13,62%  | +3,37% | 7  | +3 |
| | Cristãos Democratas e Flamengos (Christen-Democratisch en Vlaams)     | 646375    | *       | 9,99%   | *      | 4  | *  |
| | Partido Socialista – Diferentemente (Socialistische Partij – Anders)  | 61,079    | −52251  | 9,48%   | −0,54% | 4  | ±0 |
| | Movimento Reformista (Mouvement Réformateur)                          | 599618    | −216137 | 9,27%   | +3,04% | 4  | −2 |
| | Open Flemish Liberals and Democrats (Vlaamse Liberalen en Democraten) | 533124    | −288809 | 8,24%   | −4,16% | 4  | −1 |
| | Interesse Flamengo (Vlaams Belang)                                    | 491547    | −296263 | 7,60%   | −4,29% | 3  | −2 |
| | Ecolo                                                                 | 353111    | −32355  | 5,46%   | −0,36% | 2  | ±0 |
| | Humanist Democratic Centre (Centre Démocrate Humaniste)               | 331870    | −58982  | 5,13%   | −0,77% | 2  | ±0 |
| | Green! (Groen!)                                                       | 251546    | +10454  | 3,89%   | +0,25% | 1  | ±0 |
| | Lista Dedecker (Lijst Dedecker)                                       | 130779    | −93215  | 2,02%   | −1,36% | 0  | −1 |
| | Partido Popular (Parti Populaire)                                     | 98858     | —       | 1,53%   | —      | 0  | —  |
| | Outros                                                                | 269,588   | —       | 4.17%   | —      | —  | —  |
| Total | Total                                                                 | 6,469,304 |         | 100.00% |        | 40 |    |
| Fonte: Federal Portal − Senate Elections 2010. Notas: * Democrata-Cristão e Flamengo e Nova Aliança Flamenga impugnado as eleições de 2007 em conjunto, recebendo 19,42% dos votos e 9 º lugares. |                                                                       |           |         |         |        |    |    |